# Командный чемпионат СССР по спидвею 1981

## Высшая Лига
| М | Команда                    | Матч | Очки |
| - | -------------------------- | ---- | ---- |
| 1 | «Башкирия», г. Уфа         | 14   | 26   |
| 2 | «Сибирь», г. Новосибирск   | 14   | 20   |
| 3 | «Турбина», г. Балаково     | 14   | 18   |
| 4 | «Баррикада», г. Ленинград  | 14   | 14   |
| 5 | «Нефтяник», г. Октябрьский | 14   | 14   |
| 6 | «Локомотив», г. Даугавпилс | 14   | 14   |
| 7 | «Жигули», г. Тольятти      | 14   | 6    |
| 8 | «Сигнал», г. Ровно         | 14   | 0    |

## Первая лига

### Финал
| М | Команда                  | Матч | Очки |
| - | ------------------------ | ---- | ---- |
| 1 | «Восток», г. Владивосток | 2    | 4    |
| 2 | «Цементник», г. Черкесск | 2    | 2    |
| 3 | «Донецк», г. Донецк      | 2    | 0    |

### 1 зона
| М | Команда                  | Матч | Очки |
| - | ------------------------ | ---- | ---- |
| 1 | «Донецк», г. Донецк      | 8    | 16   |
| 2 | «Ригатранс», г. Рига     | 8    | 7    |
| 3 | «Восход», г. Вознесенск  | 8    | 6    |
| 4 | «Патриот», г. Шахты      | 8    | 6    |
| 5 | «Шахтёр», г. Червоноград | 8    | 5    |
|   | «Лтава», г. Полтава      | -    | ИСК  |

Команда «Лтава» Полтава была исключена

### 2 зона
| М | Команда                    | Матч | Очки |
| - | -------------------------- | ---- | ---- |
| 1 | «Цементник», г. Черкесск   | 10   | 18   |
| 2 | «Тайфун», г. Элиста        | 10   | 14   |
| 3 | «Луч», г. Фергана          | 10   | 14   |
| 4 | «Арциви», г. Тбилиси       | 10   | 8    |
| 5 | «Нефтяник», г. Краснокамск | 10   | 4    |
| 6 | «Хазри», г. Баку           | 2    | 2    |

### 3 зона
| М | Команда                  | Матч | Очки |
| - | ------------------------ | ---- | ---- |
| 1 | «Восток», г. Владивосток | 8    | 12   |
| 2 | «Урал», г. Стерлитамак   | 8    | 12   |
| 3 | «Труд», г. Мелеуз        | 8    | 10   |
| 4 | «Кузбасс», г. Кемерово   | 8    | 4    |
| 5 | «Салават», г. Салават    | 8    | 2    |
|   | «Омич», г. Омск          | -    | ИСК  |

Команда «Омич» Омск была исключена

## Медалисты
| «Башкирия», г. Уфа       | М.Старостин, Н.Корнев, О.Рахимов, Р.Саитгареев, Е.Токунов, И.Елеусизов, С.Никонов, Г.Воробьев, П.Яковченко                              |
| «Сибирь», г. Новосибирск | В.Кузнецов, В.Клычков, Ю.Павлюченко, А.Басманов, П.Беляев, С.Дюжев, А.Максимов, В.Пазников, С.Архангельский, В.Архангельский, О.Панарен |
| «Турбина», г. Балаково   | Вал. Гордеев, С.Денисов, А.Миклашевский, М.Шумилов, Н.Лукьянов, В.Дубс, В.Шляпугин, О.Волохов, А.Павлов, Ан. Ухов, А.Яшин               |